# Karim Kerkar
Karim Kerkar (Givors, 3 gennaio 1977) è un ex calciatore algerino, di ruolo centrocampista.

## Palmarès

### Club

#### Competizioni nazionali
- Coppa del Presidente degli Emirati Arabi Uniti: 1

Emirates: 2009-2010
- UAE Super Cup: 1

Emirates: 2010